# Joint Expeditionary Force

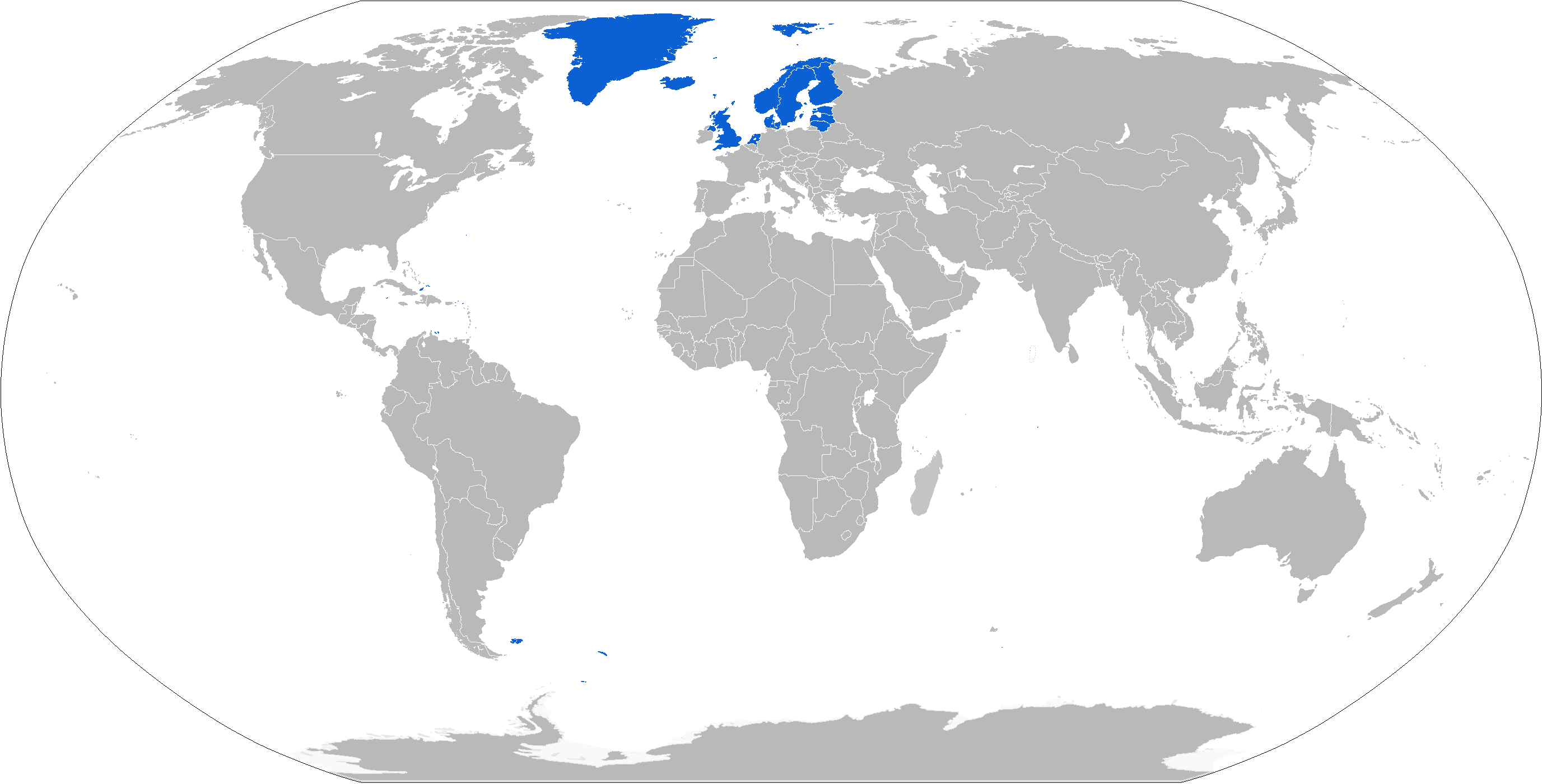
Landen die deel uitmaken van de Joint Expeditionary Force

De Joint Expeditionary Force (JEF) is een door het Verenigd Koninkrijk geleide expeditiemacht die, indien nodig, kan bestaan uit Denemarken, Finland, Estland, IJsland, Letland, Litouwen, Nederland, Zweden, Noorwegen. Alle landen zijn lid van de NAVO-bondgenootschap.

## Geschiedenis

### Ontstaan
Het JEF-concept werd voor het eerst bedacht in 2012 en aangekondigd door de toenmalige chef van de Britse defensiestaf, generaal Sir David Richards. De JEF is ontstaan uit de Joint Rapid Reaction Force (JRRF) die verdween als gevolg van de focus van het Verenigd Koninkrijk op operaties in Afghanistan en Irak.
De multinationale JEF werd op de NAVO-top in Wales in september 2014 met een intentieverklaring opgericht als een NAVO-initiatief, ondergebracht onder de nieuwe rubriek "Framework Nations Concept". Duitsland, het Verenigd Koninkrijk en Italië zouden optreden als kadernaties voor groepen Bondgenoten die samenkomen om multinationaal te werken aan de gezamenlijke ontwikkeling van strijdkrachten en capaciteit die vereist zijn door de NAVO.
In september 2014 kondigde de Britse minister van Defensie Michael Fallon ook de ondertekening aan van een intentieverklaring tussen Denemarken, Estland, Letland, Litouwen, Nederland, Noorwegen en het Verenigd Koninkrijk, om de JEF op te richten zodat deze vóór 2018 volledig operationeel is.
Begin oktober 2015 zei de Zweedse minister van Defensie Peter Hultqvist dat hij niet uitsloot dat Zweden toetreedt tot de Joint Expeditionary Force, hoewel er op dat moment geen formeel proces bestaat om dit te doen, toen hij door de Riksdag werd ontboden om te bevestigen of de regering zonder medeweten van het parlement formele gesprekken aangegaan om zich bij de JEF aan te sluiten. Op 22 juni 2017 heeft de Zweedse regering bevestigd dat Zweden zal toetreden tot de Joint Expeditionary Force.
Op 30 november 2015 ondertekenden zeven landen (VK, Denemarken, Estland, Letland, Litouwen, Nederland, Noorwegen) in het Verenigd Koninkrijk het contract voor de oprichting van de JEF.
In 2017 traden Zweden en Finland toe tot de JEF.
Op 28 juni 2018 werd een alomvattend memorandum van overeenstemming ondertekend tussen acht partnerlanden.
In april 2021 trad IJsland toe tot de JEF.

### Activiteiten en ontwikkeling sinds 2019
In 2019 vond een reeks maritieme oefeningen plaats tussen JEF-landen, bekend als BALTIC PROTECTOR. De ministers van Defensie van JEF gaven het startsein voor de inzet door op 3 april in Londen bijeen te komen om het politieke besluitvormingsproces te oefenen dat nodig zou zijn om een JEF-operatie te starten. De eerste militaire fase van BALTIC PROTECTOR is DANEX, die plaatsvond van 24 mei tot 4 juni voor de kust van Denemarken. Ze oefenden de basisvaardigheden voor moderne maritieme oorlogsvoering met hoge intensiteit, inclusief training op land en op zee. Een belangrijk onderdeel van interoperabiliteit was vertrouwen in elkaars technieken en tactieken. Dus Deense, Nederlandse, Noorse en Britse troepen werkten samen tijdens deze inzet. Naast maritieme operaties ondernamen mariniers en soldaten uit alle deelnemende landen deel aan stedelijke operaties, live vuren en parachutespringen. Hoewel JEF bereid en in staat is om zonder andere naties op te treden, bereiden ze zich voor om samen te werken met de NAVO, de EU, de VN en andere bondgenoten. Ze sloten zich ook aan bij de Amerikaanse 2e vloot tijdens hun jaarlijkse BALTOPS-oefening, die fase 2 van BALTIC PROTECTOR vormde. Van 9 tot 23 juni waren JEF-troepen in de zeeën van Duitsland en Zweden, waar ze een zeeoorlogoefening uitvoerden, met onder meer mijnenbestrijdingsoperaties, zeegeweervuur, strandverkenning en luchtsteun. Na afloop van de BALTOPS-fase zeilden veel deelnemende schepen naar Kiel, Duitsland, om deel te nemen aan de Kieler Woche. In de laatste fase, tussen 26 juni en 8 juli, richtten ze zich op amfibische operaties en werkten ze samen aan verschillende strandlandingen rond de Baltische staten. Gelijktijdig met de laatste fase kwamen de ministers van Defensie en hoge militairen bijeen om de ambitie voor de komende vier jaar vast te stellen.
Op 20 april 2021 ondertekenden Ben Wallace, de Britse staatssecretaris van Defensie, en Sturla Sigurjónsson, de IJslandse ambassadeur in het Verenigd Koninkrijk, een nota van toetreding, waardoor IJsland het 10e lid van de JEF werd.
In februari 2022 kondigden de ministers van Buitenlandse Zaken van de 10 JEF-landen militaire oefeningen (grond, lucht en marine) aan in Noord-Europa.

## Voorwaarden
Het doel van de JEF is om een Brits militair kader te creëren, gericht op zijn bestaande hoge paraatheidscapaciteiten, waar zijn partners zich bij kunnen aansluiten. Hoewel het de bedoeling van het Verenigd Koninkrijk is om de bijdragen van de Britse JEF-partners vóór 2018 volledig te integreren, zou de JEF indien nodig onmiddellijk kunnen worden ingezet. Het is ontworpen met de volgende vereisten in gedachten:
1. gezamenlijk en met bondgenoten optreden, maar alleen kunnen handelen
2. goed uitgerust zijn, maar niet gebonden aan platforms
3. aanpassen als de omgeving verandert.

## Capaciteiten
De JEF is bedoeld als een pool van troepen in hoge paraatheid en aanpasbaarheid die is ontworpen om het vermogen van het Verenigd Koninkrijk te vergroten om snel te reageren, waar ook ter wereld, met gelijkgestemde bondgenoten of namens internationale organisaties zoals de Verenigde Naties of de NAVO. De bijdrage van het Verenigd Koninkrijk omvat de taakgroepen voor leidinggevend commando, luchtlanding, pantservoertuigen, luchtvaart, lucht en maritiem.

## Internationale partners
Samen met de Britse strijdkrachten kunnen de volgende negen landen indien nodig deel uitmaken van de JEF.
- Denemarken – Deense strijdkrachten
- Estland – Estse strijdkrachten
- Finland – Finse strijdkrachten
- IJsland – IJslandse strijdkrachten
- Letland – Letse nationale strijdkrachten
- Litouwen – Litouwse strijdkrachten
- Nederland – Nederlandse krijgsmacht
- Noorwegen – Noorse strijdkrachten
- Zweden – Zweedse strijdkrachten